# 中国共产党中国人民政治协商会议全国委员会机关党组
中国共产党中国人民政治协商会议全国委员会机关党组（简称中共政协全国委员会机关党组，或中共全国政协机关党组），由中国共产党中央委员会批准成立。设在中国人民政治协商会议全国委员会机关。

## 沿革
中国共产党中国人民政治协商会议全国委员会机关党组自中国人民政治协商会议第三届全国委员会开始建立，以后各届也都设立。

## 职责
中国共产党中国人民政治协商会议全国委员会机关党组的任务主要是负责在中国人民政治协商会议全国委员会机关实现中国共产党的路线、方针、政策，讨论和决定中国人民政治协商会议全国委员会机关的重大问题，团结非党干部和群众，完成党和国家交给的任务，指导机关和直属单位中国共产党的组织工作。
自中国共产党中国人民政治协商会议第七届全国委员会党组建立后，中国共产党中国人民政治协商会议全国委员会机关党组在中国共产党中国人民政治协商会议全国委员会党组领导下工作。

## 历届组成人员
中国共产党中国人民政治协商会议全国委员会机关党组的书记、副书记、成员由中国共产党中央委员会任命。历届书记、副书记、成员是：
| 书记 - 张执一（1959年－1964年12月） 成员 - 申伯纯（1959年－1964年12月） - 史永（1961年2月－1964年12月） - 连以农（1959年－1964年12月） | 书记 - 平杰三（1965年－？） 成员 - 曾一凡（1965年－？） - 申伯纯（1965年－？） - 聂真（1965年－？） - 李金德（1965年－？） - 王旭林（1965年－？） |

| 书记 - 齐燕铭（1978年－1978年逝世） - 刘澜涛（1979年－1983年） 副书记 - 薛子正（1978年－1980年逝世） - 刘宁一（1979年10月－1980年9月） - 彭友今（1978年－1983年） - 孙起孟（1978年－1983年） - 杨拯民（1982年－1983年） 成员 - 蔡啸 - 聂真 - 李金德 - 李文宜 - 周而复 - 李霄路 - 萨空了 - 章夷白 - 史永（1979年1月－1983年6月） - 靳崇智 - 程浩 - 宋德敏 | 书记 - 彭友今（1983年－1985年） - 周绍铮（1986年－1988年） 副书记 - 杨拯民（1983年－1988年） - 陆平（1983年－1988年） 成员 - 孙起孟 - 宋德敏 - 张一道 - 孙轶青 - 沙里 - 赵炜 - 朱作霖 |

| 书记 - 周绍铮（1988年－1990年） - 宋德敏（1991年－1993年） 成员 - 赵炜 - 朱作霖 - 林用三 - 卢之超 - 范康（1989年11月－1993年） - 赵喜明（1992年－1993年） - 张道诚 | 书记 - 宋德敏（1993年－1994年） - 朱训（1994年－1998年3月） 副书记 - 朱作霖（1993年3月－1998年3月） 成员 - 范康（1993年3月－1994年10月） - 卢之超（1993年3月－1994年10月） - 陈进玉（1993年3月－1998年3月） - 郑万通（1995年2月－9月；1998年－1998年3月） - 赵喜明（1994年10月－1998年3月） - 张道诚（1996年3月－1998年3月） - 王巨禄（1995年2月－1998年3月） - 梁金泉（1995年2月－1998年3月） - 郑质英（1995年9月－1998年3月） |

| 书记 - 郑万通（1998年3月－2003年3月） 副书记 - 王巨禄（1998年5月－2003年3月） 成员 - 王巨禄（1998年3月－5月） - 梁金泉（1998年3月－12月） - 陈进玉（1998年3月－2002年） - 赵喜明（1998年3月－2003年） - 郑质英（1998年3月－2003年） - 张道诚（1998年3月－2002年6月） - 张国祥（1999年3月－2003年） - 李昌鉴（1999年3月－2003年） - 孙怀山（1999年－2003年） - 陈洪（2000年－2003年） - 傅志煌（2002年6月－2003年） - 范西成（2002年6月－2003年） - 卞晋平（2002年8月－2003年） | 书记 - 郑万通（2003年－2007年） - 杨崇汇（2007年－2008年） 副书记 - 王巨禄（2003年3月－2005年1月） - 杨崇汇（2006年－2007年） 成员 - 郑万通（2007年－2008年） - 张国祥（2003年－2008年） - 赵喜明（2003年－2005年） - 傅志煌（2003年－2005年） - 陈洪（2003年－2006年） - 范西成（2003年－2006年） - 孙怀山（2003年－2008年） - 卞晋平（2006年－2008年） - 卢昌华（2005年－2008年） - 王胜洪（2005年－2008年） - 仝广成（2006年－2008年） |

| 书记 - 杨崇汇（2008年－2010年） - 孙怀山（2010年－2013年） 副书记 - 仝广成（2011年－2013年） 成员 - 蒋作君（2008年－2013年） - 孙怀山（2008年－2010年） - 卞晋平（2008年－2008年10月） - 卢昌华（2008年－2013年） - 王胜洪（2008年－2013年） - 仝广成（2008年－2011年） - 林智敏（2008年－2012年） - 张秋俭（2012年－2013年） - 刘佳义（2011年－2013年） | 书记 - 孙怀山（2013年－2015年） - 张庆黎（2015年－2018年） 副书记 - 仝广成（2013年－2015年） - 孙怀山（2015年－2016年） - 潘立刚（2016年7月－2018年） 成员 - 卢昌华（2013年－2014年） - 王胜洪（2013年－2015年） - 张秋俭（2013年－2017年） - 邓宗良（2014年－2018年） - 常荣军（2015年－2018年） - 刘佳义（2015年－2018年） - 周新建（2015年－2018年） - 舒启明（2015年－2018年） |

| 书记 - 夏宝龙（2018年－2020年） - 李斌（2020年－2023年） 副书记 - 潘立刚（2018年－2021年） - 邹加怡（2021年－） 成员 - 周新建（2018年－2019年） - 邓宗良（2018年－2020年） - 常荣军（2018年－2018年） - 刘佳义（2018年－2018年） - 刘家强（2018年－） - 郭军（2018年－） - 舒启明（2018年－2020年） - 金学锋（2019年－2022年） - 戴均良（2019年－） - 韩建华（2019年－） - 高波（2020年－2022年） - 胡衡庐（2021年－） - 张晓明（2022年－） | 书记 - 王东峰（2023年－） 副书记 - 邹加怡（2023年－） 成员 - 李惠東（回族） - 韓建華（撒拉族） - 胡衡廬 - 張茂于 - 韓冬梅（女） - 陳旭 (1963年)（女） - 吳為山 - 孫東生 - 何志敏 - 王路 - 張恩迪 - 劉政奎 - 江利平 - 劉結一 - 陳小江 - 石軍 |